# قائمة أنهار كاليدونيا الجديدة
قائمة الأنهر في كاليدونيا الجديدة: 
- نهر بورينا
- نهر كانالا
- نهر كاب
- نهر كومبوي
- نهر أموا
- نهر ضياء
- نهر دوثيو
- نهر دومبيا
- نهر هيينجين
- نهر هو
- نهر هوالو
- نهر إيوانغا
- نهر كارويبا
- نهر كوا
- نهر كواكوي
- نهر كواوا
- نهر كوي
- نهر كوماك
- نهر كويبيني
- نهر لا كولي
- نهر لا فوا
- نهر مويندة
- نهر مويندو
- نهر مونيو
- نهر مو
- نهر ناكيتي
- نهر نيفين
- نهر نيهوي
- نهر نيبوي
- نهر نيرا
- نهر نساديو
- نهر نجو
- نهر نجوي
- نهر ني
- نهر نيمباي
- نهر نيمبو (مبا)
- نهر أواكو
- نهر أو
- نهر أوانغو
- نهر أواميني
- نهر أوي بوامو
- نهر أوي بونلوتش
- نهر أوينغي
- نهر أوها
- نهر أويني
- نهر بيروج
- نهر البرقوق
- نهر بوي كوي
- نهر بويا
- نهر سلا
- نهر تاوم
- نهر تشامبا
- نهر تمالة
- نهر ثيو
- نهر تياوي
- نهر تينيب
- نهر تيواكا
- نهر نديو
- نهر تونتوتا
- نهر فوه
- نهر ياتي